# Alpenliga
La Alpenliga fu una competizione per club di hockey su ghiaccio che si tenne dal 1991 al 1999 tra squadre italiane, austriache e slovene.
La prima edizione ebbe luogo nella stagione 1991-92 e vide la vittoria degli italiani Devils Milano.
Il VEU Feldkirch è la compagine più titolata della competizione, avendo vinto le quattro ultime edizioni consecutive di torneo.
Nella stagione 1994-95 al posto della Alpenliga ebbe luogo il Torneo Sei Nazioni, al quale partecipavano anche compagini da Francia, Danimarca e Paesi Bassi.
Dalla stagione successiva si tornò all'Alpenliga tradizionale, ma il Torneo Sei Nazioni ebbe comunque una sua seconda edizione nel 1995-1996.
L'ultima edizione ebbe luogo nella stagione 1998-1999, al termine della quale le squadre italiane (che già avevano saltato l'edizione 1997-1998) si ritirarono definitivamente. Al posto dell'Alpenliga nacque così l'Interliga, con squadre austriache, slovene ed ungheresi.

## Regolamento
Le modalità variarono di anno in anno, a seconda del numero delle squadre partecipanti. In genere si disputava un girone all'italiana cui seguivano dei play-off, ai quali avevano accesso le prime quattro classificate. Di norma il torneo aveva termine prima di Natale, in modo da dare la possibilità alle squadre partecipanti di concentrarsi sui campionati nazionali.

## Albo d'oro
| Stagione  | Vincitore     | Secondo classificato | Terzo classificato |
| --------- | ------------- | -------------------- | ------------------ |
| 1991-1992 | Devils Milano | Bolzano              | VSV Villach        |
| 1992-1993 | Alleghe       | Bolzano              | VSV Villach        |
| 1993-1994 | Bolzano       | Milan                | Graz               |
| 1995-1996 | VEU Feldkirch | CE Vienna            | Olimpjia Lubiana   |
| 1996-1997 | VEU Feldkirch | Olimpjia Lubiana     | [ 6 ]              |
| 1997-1998 | VEU Feldkirch | KAC                  | [ 8 ]              |
| 1998-1999 | VEU Feldkirch | Bolzano              | [ 10 ]             |